# Сардинське королівство (1720—1861)
Сардинське королівство (італ. Regno di Sardegna) — держава під владою Савойського дому, що проіснувала з 1720 до 1861 року, від моменту обміну Савойською династією острова Сицилія на Сардинію та до заснування Італійського королівства. Титул короля Сардинії був отриманий герцогами Савойськими в обмін на вимушену поступку Сицилійського королівства Австрії в 1720 році, як наслідок Лондонського договору та Гаазького миру. Сардинське королівство стояло у початках створення об'єднаного Італійського королівства під час Рісорджіменто і, таким чином, сучасної Італії.
Кордони Сардинського королівства суттєво змінювалися протягом всієї історії. Спочатку воно складалася з острова Сардинія та континентальної території, так званої материкової частини Садинської держави, яка включала Савою, П'ємонт, долину Аости та графство Ніцца. Уся материкова частина (Terra Firma) Сардинського королівства формально була складовою Священної Римської імперії до її завоювання в 1796 році Першою французькою республікою під час французьких революційних війн. Після цього територія королівства скоротилася до власне одного острова Сардинія. А вже опісля Віденського конгресу у 1815 році Савойський дім повернув свою континентальну частину, а також анексував Лігурійську республіку. Територія країни залишалася стабільною до 1859 року, коли були приєднані Ломбардія, Об'єднані провінції Центральної Італії та Королівство Двох Сицилій, а провінція Ансі, провінція Шамбері та округ Ніцца були уступлені Франції в обмін на військову допомогу.

## Передумови: досавойський період
Вперше «Королівство Сардинії та Корсики» (лат. Regnum Sardiniæ et Corsicæ) було створено 4 квітня 1297 року папою Боніфацієм VIII для вирішення конфлікту між Анжуйською та Арагонською династіями через конфлікт за володіння Сицилійським королівством, викликаний сицилійським повстанням проти французького правління. Таким чином, це компенсаційне королівство, яке приписується Хайме II Арагонському.
Однак Сардинія залишалася під контролем могутніх владик з титулом юдик (judex - «суддя», звідси і назва юдикатів «judicats», дана чотирма основним князівствам, створеним на острові після розпаду Візантійської імперії), які самі перебували під впливом Пізанської та Генуезької республік. У 1323 Хайме II уклав союз з каталонським юдиком Арборейського юдикату і містом Сассарі і контролював владу в Кальярському і Галлурському юдикатах, усунувши пізанців з острова. Однак арагонський контроль не був остаточним до початку XV століття, коли Мартин Молодший, король Сицилії та прокуратор Сардинії від імені свого батька, короля Арагона Мартина Старого, переміг останніх юдиків Арбореї, включаючи Елеонору Арборейську (відому свою новаторською хартією під назвою Carta de Logu), і, щоб закрити будь-які юридичні питання, викупив права на цей юдикат. Корсика не була завойована, і королі Арагона перестали претендувати на неї в 1479, після того як згадка et Corsicæ була видалена з офіційної назви королівства. В другій половині XVI століття Арагонська Корона разом із Сардинським королівством перейшли у склад об'єднанної іспанської монархії.

## Історія
1720 року герцог савойський Віктор-Амадей II, в обмін на отримане ним за Утрехтським миром (1713) Сицилійське королівство, отримав від Австрії істотно менш населений та небагатий острів Сардинію. Новоутворена держава отримала назву Сардинське королівство, хоча найважливішою як за населенням, так і за політичним значенням, його частиною лишився П'ємонт, головне місто якого Турин зберегло значення столиці. Воно складалось тоді, окрім Сардинії, Савої та Ніцци, із західної частини сучасного П'ємонту (Турин та Кунео).
1730 року Віктор-Амадей зрікся престолу на користь свого сина Карла-Еммануїла III (1730-1773). За рік він спробував підняти повстання, щоб повернути собі корону, але був заарештований та у 1732 році помер під арештом.
Енергійний, сміливий та розумний Карл-Еммануїл вперто прагнув до розширення територіальних володінь, укладаючи з цією метою союзи то з Францією, то з Австрією. У війні за польську спадщину він командував об'єднаними французькими та сардинськими військами, завдав поразки австрійцям під Гуасталлою і Пармою (1734) та взяв Мілан. За Віденським миром 1738 року він отримав частину герцогства Міланського (Новару й Тортону).
У Війні за австрійський спадок він приєднався спочатку до Франції, потім до Австрії, за що отримав від останньої значну частину князівства Павії, закріплену за ним Ахенським миром 1748 року. При Карлі-Еммануїлі було скасовано кріпацтво, введено нові Цивільний та Кримінальний кодекси, маєтки духовенства обкладено податком, прокладено нові дороги, прорито нові канали. Все це мало характер боротьби з церквою та з рештками феодального устрою, що відбувалась виключно в інтересах централізації та абсолютизму.
У наступне за тим царювання Віктора-Амадея III (1773-1796) надбання попередньої епохи було втрачено, переважно внаслідок божевільної розкоші короля й двору, а також їх любові до воєнних парадів. Король посилено турбувався про військо, наполегливо наслідуючи Фрідріху II, але, попри це, перший же досвід доказав цілковиту непридатність сардинської армії. Фінанси було підірвано, над державою тяжів великий борг, духовенство відновлено у всіх своїх правах. До кінця XVIII століття Сардинське королівство ще більше, ніж інші країни Північної Італії, було країною духовенства, дворянства та військових. Під кінець царювання Віктор-Амадей вирішив за необхідне підтримати Людовіка XVI, з яким був пов'язаний сімейними узами, і втрутився у війну з Французькою республікою.

## Революційні та наполеонівські війни
1792 року французи вторглись до його володінь і, майже не зустрівши опору, зайняли Савою та Ніццу. Тимчасово витіснені звідти, французи знову вторгались до Сардинського королівства у 1794 та 1795 роках й завдали австрійцям і сардинцям низку серйозних поразок. Війна, однак, затягувалась, поки 1796 року головнокомандувачем не було призначено генерала Бонапарта. У декілька тижнів він змусив Віктора-Амадея спочатку до перемир'я (28 квітня), а потім до Паризького миру (15 травня 1796 року).
Цей мир ліквідував Сардинське королівство як самостійну державу: Савоя та Ніцца були передані Франції, декілька фортець зруйновано, решта (за винятком Турину) віддано Франції. П'ємонт зобов'язався платити французам воєнний податок, надавати вільний прохід французьким військам та навіть доставляти їм провіант та фураж. Внутрішнє управління лишилось в руках Сардинського уряду, але він зобов'язався дарувати цілковиту амністію всім політичним злочинцям та повернути їм конфісковане майно, а також не приймати у себе французьких емігрантів. Незабаром після цього Віктор-Амадей III помер, й престол перейшов до ще більш слабкого, цілком бездарного сина Карла-Еммануїла IV (1796–1802).
За його часів у П'ємонті з'явився демократичний рух, відлуння загального революційного настрою кінця минулого століття, але у більш слабкій мірі, ніж у сусідніх Лігурійській та Цизальпійській республіках. Демократи мали постійні стосунки з революціонерами сусідніх країн та декілька разів влаштовували заколоти та збройні повстання. Королівські суди та інша влада застосовували страту та конфіскацію майна, позбавлення волі у найширших масштабах. Це дало французам зручний привід втрутитись у внутрішні справи П'ємонту.

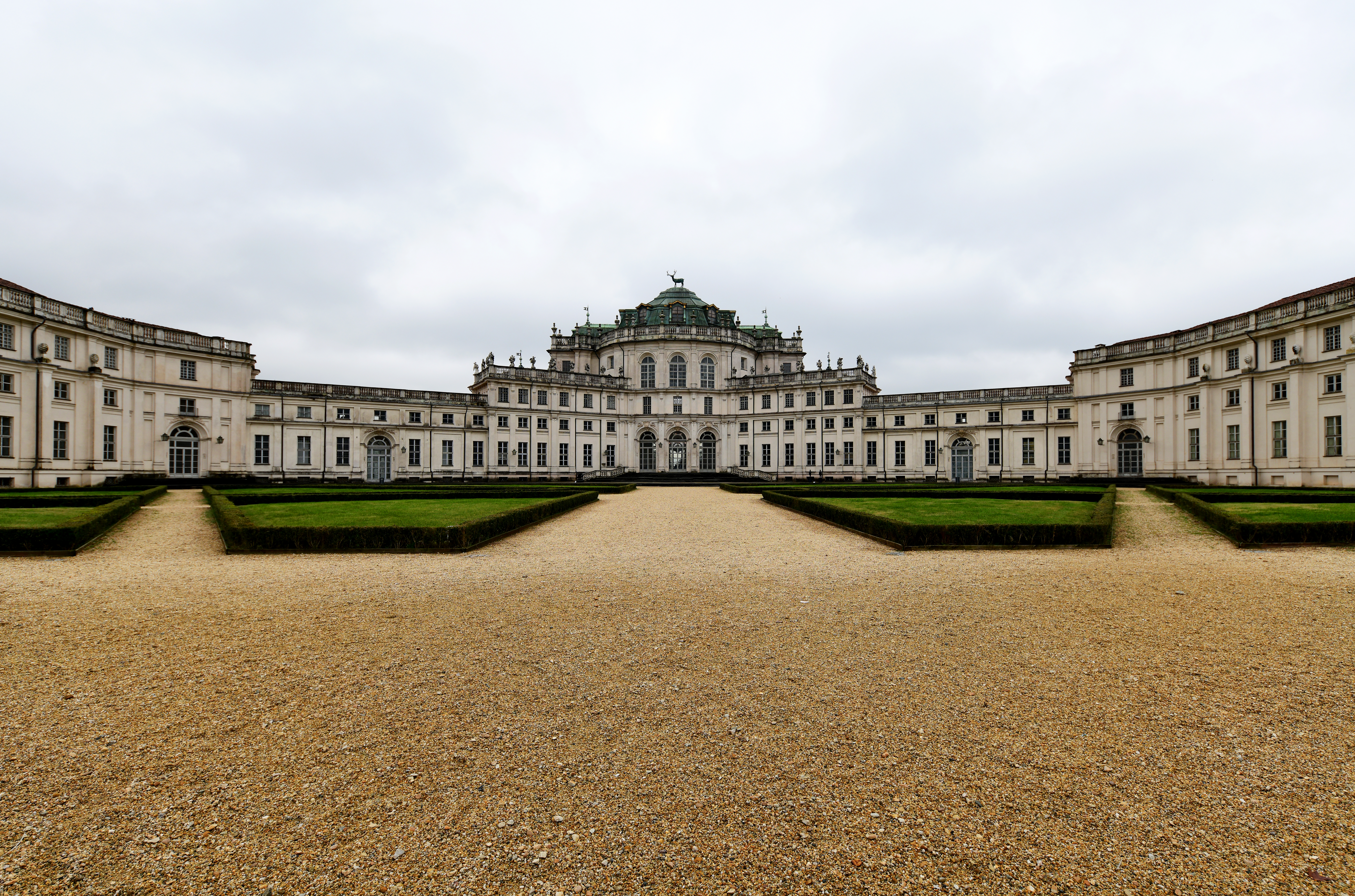
Мисливський замок п'ємонтських монархів у Ступініджі

У червні 1798 року Карл-Еммануїл мав поступитись французам своєю останньою фортецею — Турином — й надати у їх розпорядження всю свою армію. Слідом за цим він зрікся влади над П'ємонтом та іншими землями на континенті, виїхав на острів Сардинію та заснував свою резиденцію в місті Кальярі. Там він видав маніфест, у якому оголошував вимушеними та недійсними як своє зречення, так і всі розпорядження, віддані ним у той час, коли він перебував у владі французів.
1802 року Карл Еммануїл IV зрікся престолу на користь свого брата Віктора Емануїла I (1802–1821), влада якого у перші дванадцять років царювання була обмежена островом Сардинія. За цей час у П'ємонті було введено наполеонівський кодекс та французьку систему управління. П'ємонт, об'єднаний з Францією, було розділено на шість департаментів, що управлялись французькими префектами. Влада дворянства та духовенства була якщо не знищена, то значно підірвана.

## Період реакції. Повстання 1821 року

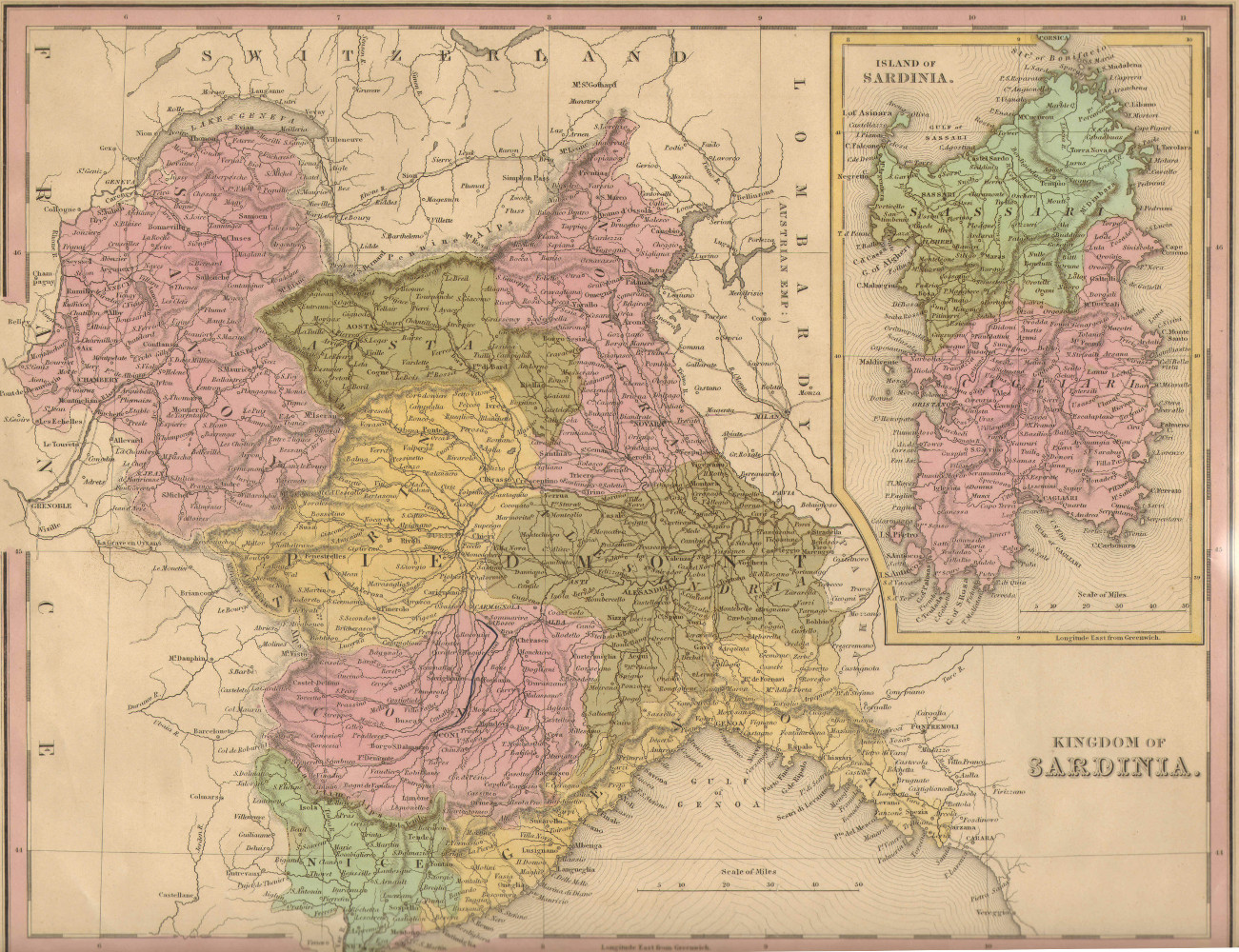
Історична карта адміністративного поділу Сардинії

Після падіння Наполеона Сардинське королівство було відновлено у попередньому вигляді й до нього долучено герцогство Генуезьке. На Віденському конгресі в королівстві вирішено питання про спадкування престолу в тому сенсі, що у випадку бездітної смерті Віктора-Еммануїла та його єдиного брата, що лишився в живих, Карла-Фелікса, корона має перейти до молодшої лінії Савойського дому, до принца Карла-Альберта Кариньянського.
14 травня 1814 року Віктор-Еммануїл разом із сардинськими емігрантами вступив до Турину. Як і його попередники, він був знаряддям у руках католицького духовенства та придворних, а ці останні жадали можливо повнішого відновлення свого колишнього становища та мріяли про помсту ворогам. Вже 21 травня король видав едикт, яким все введене французами оголошувалось скасованим. Едикт повертав єзуїтів та знищував релігійне рівноправ'я, відбирав у іновірців громадянські права, знову вимагав у євреїв носити особливі знаки та позбавляв їх права володіти нерухомістю, відновлював духовні, воєнні та інші особливі суди із застосуванням колесування й четвертування. Не задовольнившись цим, уряд вирішив навіть знищити прокладені французами дороги (що було частково приведено до виконання), а зведений ними міст через По поблизу Турину був врятований від руйнування лише завдяки тому, що біля нього було поставлено каплицю на честь повернення короля. Від влади французів збереглись лише всі введені ними досить тяжкі податки.
Загалом реакція в П'ємонті лютувала у цю епоху навіть сильніше, ніж у решті Італії, тож австрійський режим у Ломбардії міг вважатись ліберальним у порівнянні із сардинським, і Меттерніх іноді стримував старанність Віктора-Еммануїла. Прагнення до рівності та свободи залишили, однак, глибокий слід у мисленні населення, переважно міського. Таємні товариства карбонарів були розповсюджені усім королівством; навіть серед аристократії та серед офіцерів було немало прихильників революції, а студенти Туринського університету майже всі мріяли про неї. Дружні стосунки із заколотниками підтримував і принц Кариньянський, який зумів впевнити їх у відвертості своїх революційних переконань.
1821 року стався заколот: 10 березня декілька офіцерів у Алессандрії підняли солдат, захопили фортецю й проголосили так звану іспанську конституцію та італійське королівство. Те ж повторилось й у декількох інших другорядних містах. 12 березня загін бунтівників вступив до Турину і, зустрівши захоплення з боку переважної частини місцевого населення, а також офіцерів місцевого гарнізону, без бою зайняв цитадель. Віктор-Еммануїл 13 березня зрікся престолу на користь свого брата Карла-Фелікса, а оскільки останній перебував за кордоном, то до його приїзду регентом став принц Кариньянський, що створив ліберальне міністерство під головуванням Фердинанда даль Поццо, з очільником заколотників, Санта-Розою, у посаді військового міністра. Новий король, однак, ще з-за кордону висловив своє невдоволення з приводу того, що сталось, вождів конституційної партії оголосив бунтівниками й наказав принцу-регенту на чолі вірних йому військ вирушити до Новари й там очікувати на подальші вказівки. Принц Кариньянський втік з Турину, оприлюднивши наказ військам знову стати під королівський прапор. Санта-Роза на чолі революційних військ рушив назустріч королю, що повертався на батьківщину із австрійською армією. 8 квітня 1821 року відбувся бій під Новарою, у якому революціонери були розбиті вщент. Турин та Алессандрія були зайняті австрійськими військами, і король Карл Фелікс (1821–1831) відновлений у всіх правах абсолютної влади. Учасників революції, яким не вдалось втекти за кордон, а разом з ними маса абсолютно невинних людей було віддано під суд та або страчено, або ув'язнено на тривалий термін. Друк було майже знищено; Туринський та Генуезький університети закрито на рік, а потім підпорядковано новому, цілком поліцейському регламенту.

## Реформи

Прапор з 1848

1831 року на престол вступив Карл Альберт, який зрікся своїх ліберальних захоплень. Католицьке духовенство користувалось за його правління колишньою владою; абсолютизм був тим самим; цензура збережена. Однак стан друку все ж став набагато легшим, у сфері судочинства було здійснено деякі реформи, положення університетів стало дещо вільнішим, покращено шляхи сполучення, вжито заходів для підйому сільського господарства та оброблювальної промисловості. Розвиток останньої, зростання міст, пожвавлення відносин з Францією давали поштовх для подальшого руху. У відношенні до Австрії Карл-Альберт тримався самостійніше, ніж його попередник, явно прагнучи до посилення свого впливу в інших частинах Італії та мріючи про розповсюдження на них своєї влади.
Коли 1848 року в Італії з'явились перші ознаки революційного руху, Карл-Альберт вирішив попередити його поступками й 8 лютого пообіцяв конституцію, опубліковану 4 березня. Для приведення її в дію 8 березня було сформовано ліберальне міністерство під головуванням гр. Бальбо. За нього було скликано перший Сардинський парламент.

## На шляху до об'єднання Італії
Коли спалахнула революція у Мілані, Карл Альберт вирішив надати їй підтримку, розраховуючи приєднати Ломбардію до своїх володінь. У прокламації 25 березня він заявив, що Італія має сама, без втручання інших держав, вирішувати свої справи («L'Italia farà da sé»), й рушив війська на допомогу міланцям (див. Австро-італійська війна 1848—1849). Міністерство Бальбо пішло у відставку 26 липня 1848 року, одразу після поразки при Кустоці; наступні міністерства швидко ставали жертвами воєнних невдач та власної двозначної політики; всі вони більше думали про посилення Савойської династії, ніж про боротьбу за об'єднання (Рісорджименто) та свободу Італії; тому вони вкрай незичливо дивились на народні рухи, які тільки й могли б надати перевагу сардинському урядові над сильнішою у воєнному відношенні Австрією. Найбільшого значення в ряду цих міністерств мав кабінет Джоберті (грудень 1848 — лютий 1849 років).
Після вступу на престол Віктор Емануїл II доручив владу маркізу д'Адзельо (травень 1849 — жовтень 1852 років). 6 серпня 1849 року в Мілані було укладено мир між Австрією та Сардинією.
У листопаді 1849 року за сильного міністерського тиску було проведено вибори, що забезпечили у парламенті помірковано-ліберальну більшість. 1850 року впливовою особою в кабінеті д'Адзельо стає граф Кавур, який з 1852 року був майже беззмінним (з перервою у 1859-60 рр.) керівником сардинської політики. Турбуючись про підйом міжнародного значення Сардинії, Кавур схилив Віктора-Еммануїла взяти разом із Францією та Англією активну участь у Кримській війні 1854—1855 років.
1861 року утворилось Італійське королівство, сардинська конституція стала італійською, і Сардинське королівство припинило самостійне існування.